# Campylocentrum minus
Campylocentrum minus é uma espécie de orquídea, família Orchidaceae, que habita a Jamaica. É uma pequena planta epífita, monopodial, de caule alongado com folhas planas, inflorescência racemosa com flores minúsculas e nectário na parte de trás do labelo. Pertence ao grupo de espécies que apresenta inflorescência tão longa quanto as folhas, ou mais longa.

## Publicação e histórico
- Campylocentrum minus Fawc. & Rendle, J. Bot. 47: 127 (1909).

Trata-se de planta descrita com base em uma coleta de W. Harris em Cedar Hurst na Jamaica, a 650 metros de altitude, em 1899, a qual floresceu em janeiro seguinte, cujo holótipo está depositado no herbário do Natural History Museum (BM). Anotação no holótipo feita por M.A. Soto, informa que deve ser um sinônimo do Campylocentrum schiedei de modo que evitamos repetir aqui a descrição. Se houver alguma diferença, esta não foi destacada na publicação original. Mais estudos são necessários.